# Torrent de Comafreda
El torrent de Comafreda és un torrent de la Serra de Tramuntana que neix a la possessió de Comafreda (Escorca) i desemboca al torrent de Sant Miquel per confluència amb el torrent dels Picarols al terme de Selva. Per la seva naturalesa càrstica, a l'altura de la possessió del Guix s'embarranca i té uns 2,5 km de torrent esportiu.

## Recorregut
El torrent de Comafreda neix a les altures d'aquesta possessió, en el comellar de Comafreda, entre el Puig de Massanella i Puig d'en Galileu. Passa per les cases de la possessió, travessa la carretera a tocar del coll de la Batalla (on frega la conca del torrent de Lluc, que desemboca a la costa nord) i entra dins la possessió del Guix, on rep el nom de torrent del Guix i, durant un quilòmetre i mig, ressegueix la carretera. És aquí on es forma un barranc d'uns 2,5 km de llargada i gairebé 400 m de desnivell, apte pel descens esportiu. Els excursionistes solen començar el descens al Coll de la Batalla i acabar a la Coma, a uns 3 km del llogaret de Binibona.
Arribat a la Coma, on ocasionalment rep el nom de torrent de la Coma, el torrent es torna a obrir, i al cap de dos quilòmetres, conflueix amb el torrent dels Picarols, que recull l'aigua dels comellars de les Figueroles i Alcanella, a la falda del Tomir. En aquest punt, les fonts cartogràfiques situen el naixement del torrent de Sant Miquel, però altres fonts consideren que fins a la confluència amb el torrent de Maçana el torrent de Comafreda té continuïtat, però sota els noms locals de torrent de Binibona (passant per aquest llogaret), torrent de Binixiri (passant per aquesta possessió), torrent de Santiani (passant per aquesta possessió) i torrent de Monnàber (passant per aquesta possessió).